# Akaiwa
Akaiwa (jap. 赤磐市 Akaiwa-shi) – miasto w Japonii w południowej części wyspy Honsiu w prefekturze Okayama.

## Położenie
Leży we wschodniej części prefektury. Graniczy z:
- Okayama
- Bizen

## Historia
Miasto powstało 7 marca 2005 roku z połączenia miasteczek San'yō, Akasaka, Yoshii i Kumayama.

## Demografia
W 2005 miasto liczyło 43 917 mieszkańców.